# 华严寺 (大同)
40°05′29″N 113°17′17″E / 40.09139°N 113.28806°E
华严寺位于中国山西省大同市清远门（西门）内的清远街南侧，下寺坡街459号，东临华严寺广场及华严街，因佛教华严宗而得名，寺内有辽代的薄伽教藏殿和金代的大雄宝殿以及诸多彩塑，具有极高的文物价值和艺术价值，1961年被列为第一批全国重点文物保护单位，是中国仅存的三大辽代寺院之一。

## 历史
华严寺始建于辽兴宗重熙七年（1038年），为辽代皇家巨刹。辽代末年，辽天祚帝保大二年（1122年）四月，金兵攻克辽国西京大同府，辽天祚帝北逃，华严寺在此时毁于战火，“仅存斋堂、厨库、宝塔、经藏”。金天眷三年（1140年），重修华严寺，大雄宝殿在此时得到重建。
明洪武三年（1370年），华严寺被没为官产，改大雄宝殿为大有仓。明宣德、景泰、成化、万历、崇祯年间均曾修缮。万历初年，华严寺分为上下两处独立的寺院，各开山门。清初顺治六年（1649年）多尔衮屠大同，华严寺损失严重，仅存两座大殿。此后，清康熙、雍正、乾隆、光绪年间陆续补建的清代建筑，规模甚小，与两座大殿相差悬殊。
1933年，梁思成来此进行古建筑调查。1959年，大同市文物陈列馆在华严寺下寺成立并对外开放，1963年改为大同市博物馆。1984年，华严寺上寺交由大同市佛教协会管理，下寺由大同市博物馆管理。2008年，华严寺根据辽金时期历史文献的记载进行修缮、重建。

## 建筑
华严寺总占地面积66000平方米，分为上下两寺。上寺居北，下寺居南，两寺东西向进深相似，上寺的南北宽度约为下寺的两倍。上寺的大雄宝殿为金代原构，山门、普光明殿、前殿、千手观音殿及两厢廊庑等均为现代仿建。下寺的薄伽教藏殿为金代遗构，观音殿、华严宝塔等亦为现代仿建。
华严寺的朝向为坐西面东，建筑依东西轴线布局，据说这与当初契丹族崇拜太阳的“信鬼拜日”特殊习尚有关。

### 大雄宝殿
上寺的主殿为大雄宝殿，坐西面东，始建于辽道宗清宁八年（1062年），地基尚存。辽天祚帝保大二年（1122年）毁于战火，金天眷三年（1140年）重建，保留了辽代风格。1993年大雄宝殿东南屋顶塌陷数平方米。1997年开始修缮，2000年修缮完成。
大雄宝殿建于4米高的台基上，为单檐庑殿顶，面阔九间，进深十椽，建筑面积1559平方米，是中国现存规模最大的古代佛殿。正面竖额“大雄宝殿”，横匾“调御丈夫”，系万历戊午年（1618年）马林题。大殿开三门，为中国现存最古老的壸门。
殿顶举折平缓，出檐深远，达3.6米，檐高9.5米。正脊的琉璃鸱吻高4.5米，是中国现存古建筑中最大的琉璃吻兽。斗拱硕大，为五铺作双抄。
大雄宝殿内部采用减柱手法，减柱十二根，使得殿内空间极为宽敞。
大雄宝殿的平棊（天花板）极为华丽，系明宣德至景泰年间增补。
大雄宝殿佛坛上的五尊塑像和两侧二十诸天为明代所塑。中间三尊为木雕，其余二尊为泥塑。二十诸天彩塑位于两侧，体型高大，大幅前倾，如同朝臣，颇为特别。大殿四周满绘壁画，为清代绘制。高6.4米，面积887.25平方米。
- 高耸于台基之上的大雄宝殿（台基为辽代）
- 大雄宝殿（金代）
- 大雄宝殿匾额（明代）
- 大雄宝殿东南转角斗栱
- 大雄宝殿前檐斗栱
- 大雄宝殿东北檐角
- 大雄宝殿北鸱吻（金代）

### 薄伽教藏殿
华严下寺的主殿为薄伽教藏殿，为藏经殿，建于辽重熙七年（1038年），建在3米高的凸字形台基上，单檐歇山顶，面阔五间，进深八椽，为八大辽构之一。殿顶举折平缓，出檐深远。前檐柱头为五铺作双抄。补间铺作和转角铺作形制特别。明间匾额“薄伽教藏”系清康熙二十七年（1688年）制，左侧“古刹重新”置于雍正元年（1723年）。
殿内的藻井、壁藏和佛坛上的29尊塑像均为辽代的原物。辽代塑像端庄圆润，其中左侧燃灯古佛前的一尊“合掌露齿”胁侍菩萨尤为著名，面带微笑，体态婀娜。
薄伽教藏殿内四壁排列精美的两层小木作楼阁式藏经柜38间，下层经橱藏经，在后窗处架设有美轮美奂的天宫楼阁，雕工极细，精巧玲珑而富于变化，是国内现存唯一的辽代木构建筑模型，具有重要的科学研究价值，被建筑学家梁思成称为“海内孤品”。
下寺原有遼代大型懸山頂建築海會殿，結合使用了3:2、2:1兩種常見于北、南方建築的廣厚比，於中華人民共和國成立初期遭占用該寺的察哈爾省大同縣下寺坡小學拆毀，驚動了時中央人民政府政務院並遭發文警告。1987年修缮。
- 薄伽教藏殿前面的砖砌拱门（明清）
- 薄伽教藏殿前的经幢（辽代）
- 薄伽教藏殿（辽代）
- 薄伽教藏殿牌匾（清代）
- 薄伽教藏殿东南转角斗栱
- 薄伽教藏殿前檐斗栱
- 薄伽教藏殿南侧山面檐下斗栱
- 薄伽教藏殿前檐牌匾（清代）
- 薄伽教藏殿北侧鸱吻（补制，原件藏于大同市博物馆）

### 其他建筑
华严宝塔：2008年根据《辽史 地理志》的记载重建，为中国第二高的纯木榫卯结构宝塔，高43.5米，仅次于应县木塔。下方设有地宫，使用100余吨黄铜，为朱炳仁父子设计。
- 山门及钟鼓楼
- 普光明殿
- 药师殿
- 弥陀殿及华严宝塔
- 鼓楼
- 钟楼
- 普贤阁
- 文殊阁
- 原上华严寺山门（清代）
- 过殿（清代）
- 景区出口（原下华严寺山门）
- 下寺观音殿（明代）
- 华严宝塔
- 华严宝塔上俯瞰薄伽教藏殿
- 华严宝塔上俯瞰大雄宝殿
- 华严宝塔上俯瞰普贤阁和普光明殿

## 保护
1961年3月4日，华严寺被中华人民共和国国务院公布为第一批全国重点文物保护单位，编号1-91，分类为古建筑及历史纪念建筑物。